# ایتابورای
ایتابورای (به پرتغالی: Itaboraí) یک منطقهٔ مسکونی در برزیل است که در ریو دو ژانیرو واقع شده‌است. ایتابورای ۴۳۰٫۳۷۵ کیلومتر مربع مساحت و ۲۴۲٬۵۴۳ نفر جمعیت دارد و ۱۷ متر بالاتر از سطح دریا واقع شده‌است.